# Corinna Scholz
Corinna Scholz (Bernbeuren, 1 de agosto de 1989) es una deportista alemana que compitió en curling.
Ganó una medalla de oro en el Campeonato Mundial de Curling Femenino de 2010 y una medalla de oro en el Campeonato Europeo de Curling Femenino de 2010.
Participó en los Juegos Olímpicos de Vancouver 2010, ocupando el sexto lugar en la prueba femenina.

## Palmarés internacional
| Campeonato Mundial | Campeonato Mundial     | Campeonato Mundial | Campeonato Mundial |
| Año                | Lugar                  | Medalla            | Prueba             |
| ------------------ | ---------------------- | ------------------ | ------------------ |
| 2010               | Swift Current (Canadá) | Medalla de oro     | Equipo             |
| Campeonato Europeo |                        |                    |                    |
| Año                | Lugar                  | Medalla            | Prueba             |
| 2009               | Aberdeen (Reino Unido) | Medalla de oro     | Equipo             |